# Тутишкін Петро Петрович
Петро́ Петро́вич Тути́шкін (1868, Калуга, тепер Російська Федерація — 1937, Москва, тепер Російська Федерація) — російський радянський лікар, психолог, психіатр та педагог, доктор медицини(1902). Народний комісар охорони здоров'я Української СРР у 1919 році.

## Життєпис
У малому віці залишився без батьків, виховувався в сиротинці, зумів закінчити в гімназію, поступив у Московський університет — на природниче відділення фізико-математичного факультету. Під час навчання давав приватні уроки та допомагав молодшим сестрам отримати середню освіту. 1890 року в Калузі надрукована його перша наукова стаття, присвячена проблемам гіпнозу.
По закінченні природничого факультету в 1897 році закінчив навчання на медичному факультеті. З 1897 по 1900 рік навчався в ординатурі клініки О. Я. Кожевникова. У 1900 році брав участь в Паризькому Міжнародному конгресі психіатрів.
Відмовився від місця асистента поліклініки, переїхав до Харкова, де з 1900 по 1903 рік працював ординатором в психіатричній лікарні «Сабурова дача».
1902 року захистив докторську дисертацію «Роль негативного відбору в процесі родинного нервово-психічного виродження (Дарвінізм в патології)». Того ж року взяв участь в VIII Пироговському з'їзді лікарів.
У 1903—1904 роках стажувався в психіатричних закладах Австрії, Бельгії, Великобританії, Італії, Німеччини, Франції, Швейцарії, про що опублікував детальний звіт.
У 1904—1906 роках — ординатор в психіатричній лікарні «Сабурова дача» в Харкові.
У 1906—1908 роках — ординатор в Костюженській психіатричній лікарні в Кишиневі. 1907 року брав участь в Першому Міжнародному з'їзді психіатрів у Амстердамі. Був обраний віцепрезидентом Бессарабського товариства природничих дослідників, організував в товаристві секцію психології та філософії, читав лекції по фізіологічній психології.
1908 року за зв'язки із більшовиками звільнений з лікарні як неблагонадійний; відкрив приватну практику. Займався науковою та громадською діяльністю; керував будівництвом Кишинівської фізіотерапевтичної лікарні, якою завідував до 1915 року.
1912 року вийшла друком його робота «Психоаналіз як методика психологічної діагностики та психотерапії (методика професора Фрейда)», в ній поряд з викладенням теорії Фрейда надавав і власне тлумачення основних проблем психоаналізу. Брав участь в роботі Першого З'їзду російського союзу психіатрів імені С. С. Корсакова, 1914 року — в роботі Міжнародного конгресу по піклуванню про душевнохворих. Публікував статті в російських та закордонних медичних журналах щодо питань психіатрії, психоаналізу, невропатології, робив переклади іноземних робіт для російських видань.
Під час Першої світової війни з 1915 по 1917 рік організовував і завідував курсами сестер милосердя у Кишиневі. У 1916 році надрукована його брошура «Духовна оборона особистості та Батьківщини», де приділив увагу духовній стороні особистості з психоаналітичних позицій.
У 1917 році переїхав до Москви та вступив до РСДРП(б), підтримав Жовтневий переворот. У листопаді 1917 року у газеті «Соціал-демократ» надрукована його стаття «Про саботаж інтелігенції», в якій закликав лікарів до співробітництва з більшовицькою владою.
У грудні 1917 — березні 1918 року — комісар воєнно-санітарного управління Московського військового округу. У березні 1918 року на Пироговському з'їзді виступив з доповіддю «Про принципи радянської медицини».
У травні — серпні 1918 року — комісар охорони здоров'я Липецького повіту. У серпні — грудні 1918 року — завідувач відділу охорони здоров'я Липецького повіту.
У січні 1919 року — завідувач відділу охорони здоров'я Тимчасового робітничо-селянського уряду Української СРР. З січня по лютий 1919 року — народний комісар охорони здоров'я УСРР.
Доклав зусиль до збереження Жіночого медичного інституту Харківського медичного товариства. 28 січня 1919 року разом з «Артемом» (Ф. А. Сергєєв) піднімав питання про націоналізацію Харківського медичного товариства. У лютому 1919 року сприяв створенню загального зібрання профспілки медичок, тобто слухачок Жіночого медичного інституту.
До вересня 1919 року — член колегії Народного комісаріату охорони здоров'я УСРР. У 1920 році був членом колегії і завідувачем відділу в справах вищих шкіл Народного комісаріату освіти УСРР та завідувачем підвідділу психофізичного виховання Народного комісаріату охорони здоров'я УСРР.
У 1920—1921 роках — головний лікар Першого психіатричного госпіталю в Москві.
У 1921 році повернувся до наукової та педагогічної діяльності. З 1921 по 1924 рік працював професором кафедри дитячої неврології  Державного медико-педологічного інституту в Москві.
У 1924—1925 роках здійснив подорож до США; по поверненні був відсторонений від викладацької діяльності. Після того деякий час керував санаторієм для старих більшовиків, але й від цієї роботи був відсторонений. Був автором наукових праць із психіатрії, психоаналізу, педології, загальної та клінічної медицини, природознавству.
Важко хворів, з 1926 по 1937 рік перебував на пенсії в Москві.
Його син — Тутишкін Андрій Петрович — радянський кіноактор.